# 李存渥
李 存渥（り そんあく、? - 926年）は、後唐の太祖李克用の五男。母は貞簡皇后。荘宗李存勗の同母弟。

## 生涯
同光3年（925年）、長兄の荘宗により申王に封ぜられた。
同光4年（926年）、明宗李嗣源が軍隊に推戴されて皇帝となった。李存渥は荘宗により河中節度使に任じられていたが、就任前に洛陽の禁軍も反乱し、荘宗も戦死した。李存渥は荘宗の皇后劉氏と私通しており、晋陽へ逃げたが、その途上で部下に殺害された。

## 伝記資料
- 『新五代史』
- 『旧五代史』
- 『資治通鑑』